# Fontaine de Caromb
La fontaine de la place du château de Caromb est un bassin d'eau surmonté d'une coupe à mascarons, située à Caromb, dans le Vaucluse.

## Histoire
L'aménagement de l'adduction d'eau à Caromb date du XIVe siècle, alimenté par une source au pied des rochers du Paty. La fontaine de la place du château semble être la plus ancienne des fontaines actuellement présente sur la commune. Elle date de 1359, et a fait l'objet de restaurations en 1749 et 1960. L'ménagement a profité au fil du temps à l'installation d'autres fontaines dans le village : fontaine du portail du Rieu, en 1379, fontaine de l'hôpital et lavoir de la Baisse, en 1754, fontaine de l'ange, en 1885, fontaine du "milieu du cours", en 1894, fontaine du Cours, en 1937, fontaine de la rue des Moulins, fontaine des Aires ou fontaine des pères.
La fontaine de la place du château est inscrite au titre des monuments historiques depuis le 20 mai 1927.